# Sthlm Rekviem
STHLM Rekviem är en svensk thrillerserie, baserad på Kristina Ohlssons bokserie om Fredrika Bergman, som hade premiär på C More den 3 oktober 2018, men visades senare varje onsdag på TV4. Serien handlar om tre poliser som utreder mordfall i Stockholm och varje fall tar två avsnitt, men avsnitten har ofta en koppling till senare avsnitt och alla fall bidrar till seriens slutpunkt. I huvudrollerna syntes Liv Mjönes, Jonas Karlsson och Alexej Manvelov. Serien regisserades av Karin Fahlén och Lisa Ohlin. Huvudförfattare var Pauline Wolff och Jörgen Hjerdt. 

## Rollista
- Liv Mjönes - Fredrika Bergman
- Jonas Karlsson - Alex Recht
- Alexej Manvelov - Peder Rydh
- Mikael Birkkjær - Spencer Lagergren
- Magnus Roosmann - Torbjörn Ross
- Jessica Liedberg - Aina
- Bahador Foladi - Nasim Nadar
- Sanna Sundqvist - Pia Nordh
- Omid Khansari - Jimmy Rydh
- Thomas Levin - Efraim Kiel
- Lena B. Eriksson - Ellen Melin
- Hannes Meidal - David Stenman
- Lisa Linnertorp - Johanna
- Jean-Claude Boeke - Paul
- Maria Alm Norell - Ylva Rydh
- Annika Hallin - Lena
- Dag Malmberg -